# Manoir de Roncheville
Le manoir de Roncheville est une demeure qui se dresse sur le territoire de la commune française de Honfleur, dans le département du Calvados, en région Normandie.
Le manoir est totalement protégé aux monuments historiques.

## Localisation
Le manoir de Roncheville est situé au no 6 place Arthur-Boudin, près du vieux port et de l'actuel quai de la Tour, à Honfleur, dans le département français du Calvados.

## Historique
À l'issue de la guerre de Cent Ans, Charles VII fait du manoir de Roncheville la résidence des gouverneurs de Honfleur : Robert de Floques de 1450 à 1461, Jean de Montauban en 1461, Louis de Bourbon de 1470 à 1486.
Fils bâtard de Charles Ier de Bourbon, duc de Bourbon, Louis de Bourbon, amiral de France, chevalier de l'ordre de Saint-Michel, chargé par Louis XI de relever les fortifications de Honfleur, reconstruit le manoir en 1470.

## Description
Au cours des siècles, le manoir subit plusieurs transformations : au XVe siècle, l'étage originellement à pans de bois est reconstruit en appareillage de briques et de silex, le bâtiment est allongé par un porche couvert ; au XVIIe siècle, sont construits un grand escalier, ouvert sur la cour qui sera clos par la suite, et un bâtiment en retour.

## Protection aux monuments historiques
Au titre des monuments historiques :
- le manoir, sauf parties classées est inscrit par arrêté du 19 décembre 1985 ;
- les façades et toitures sur rue et sur cour ainsi que la cage d'escalier principale avec l'escalier et sa rampe en bois sont classés par arrêté du 13 septembre 1990.

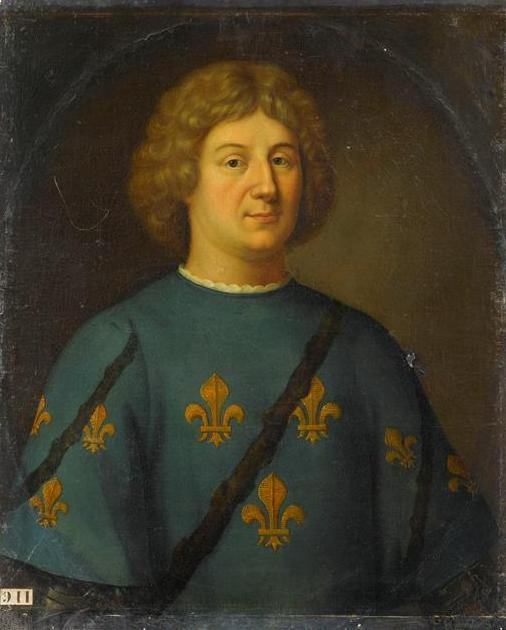
Louis de Bourbon.
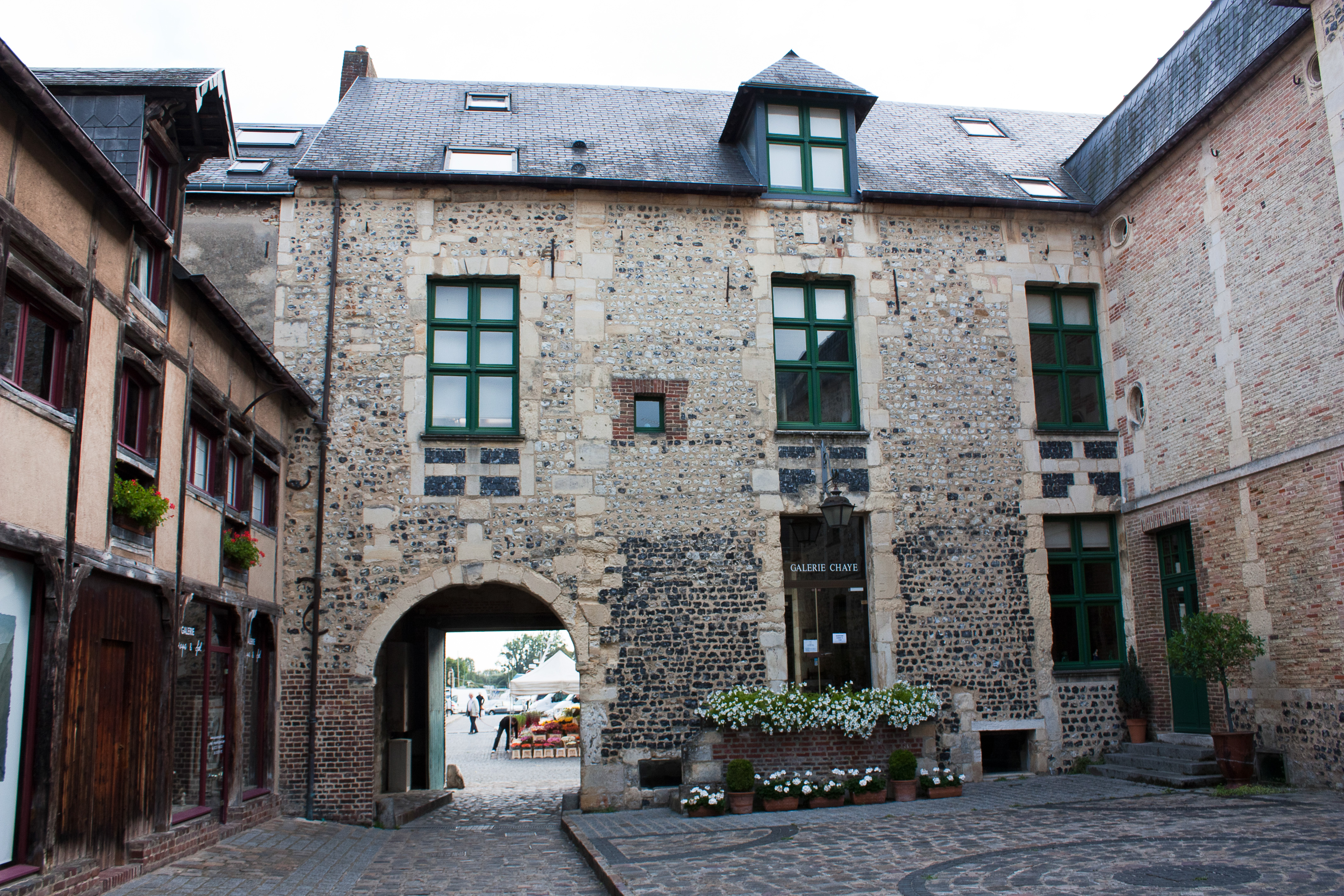
Cour du Manoir de Roncheville.
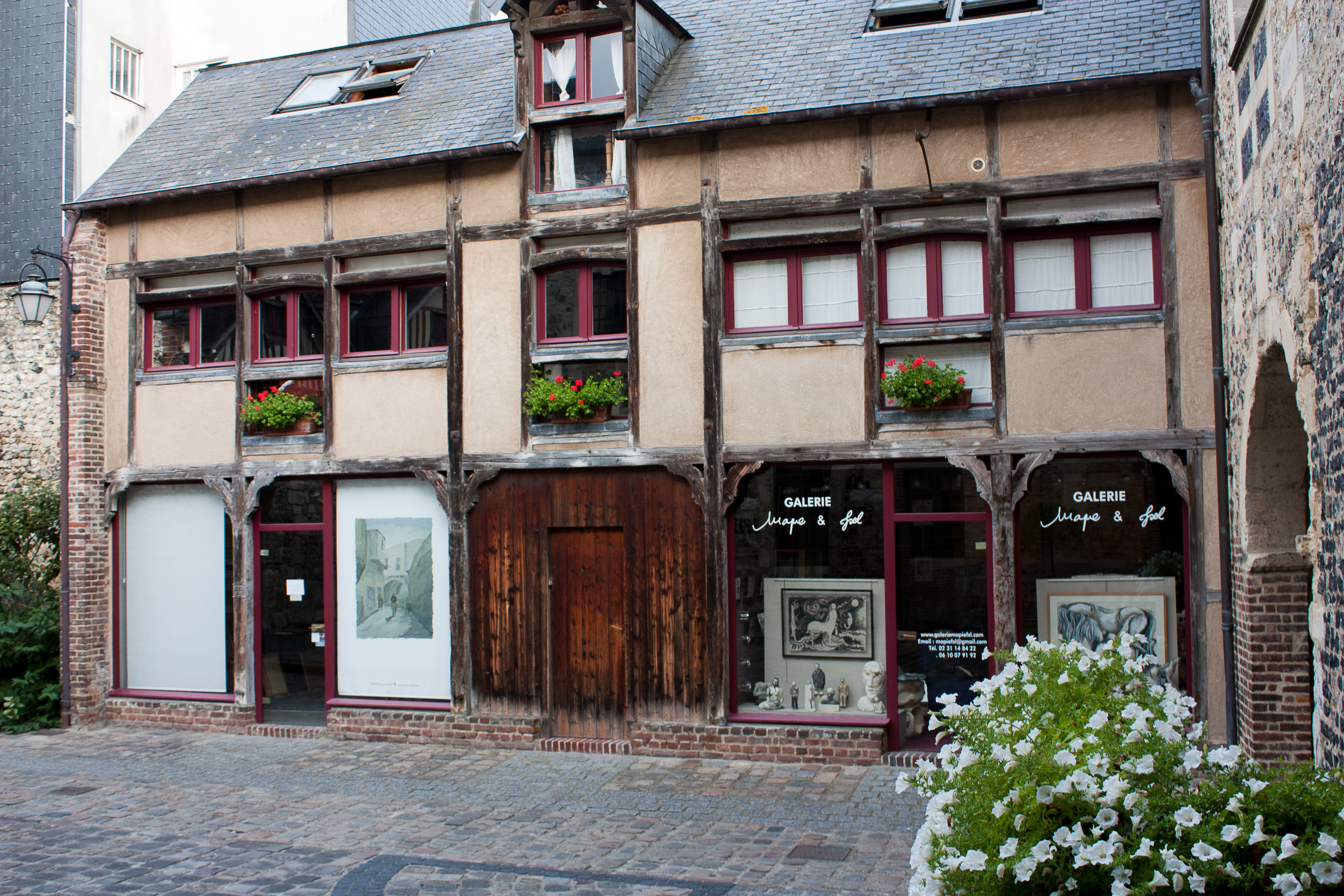
Cour du Manoir de Roncheville.
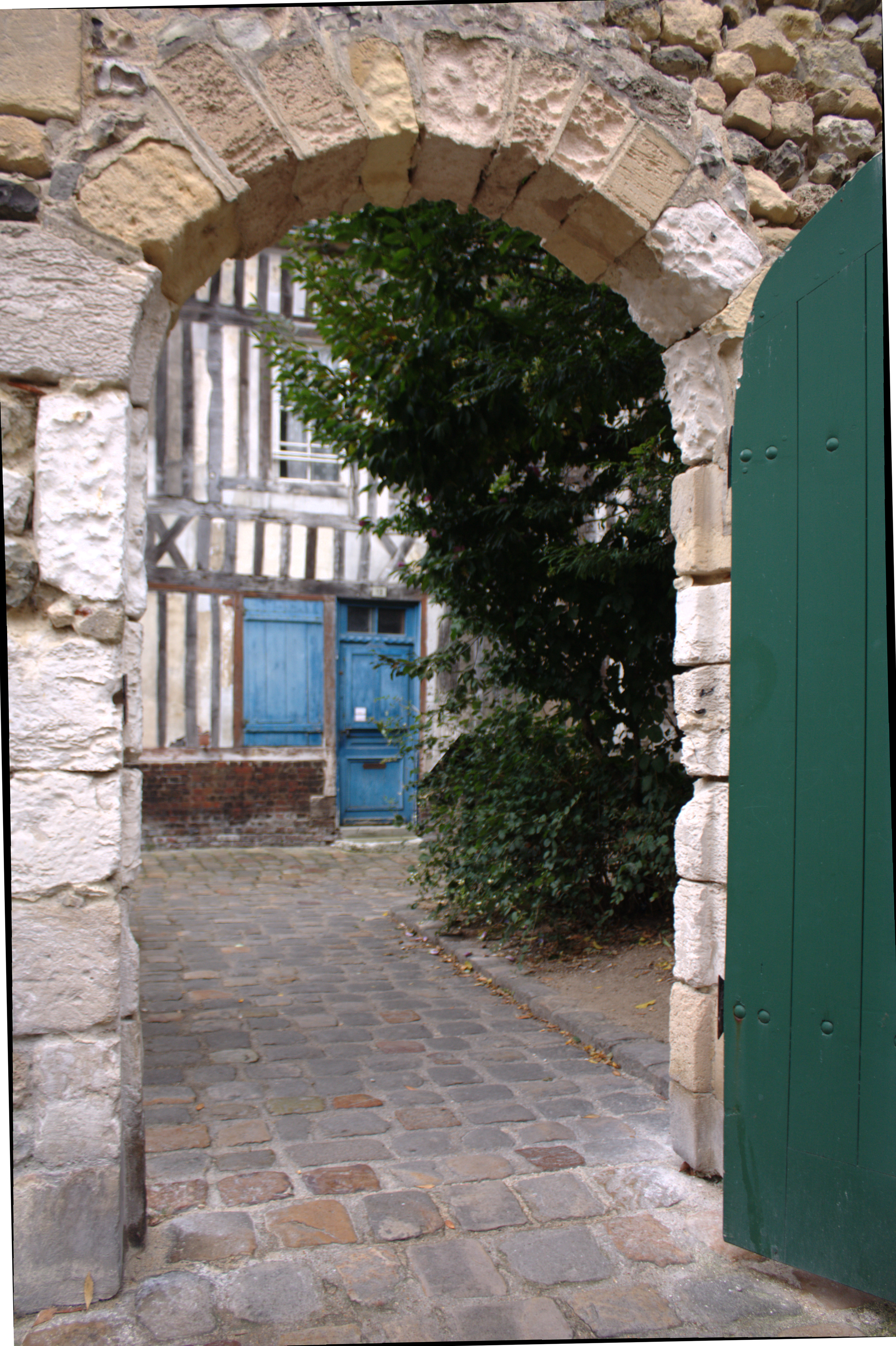
Porte.